# Metròpolis d'Acarnània
Metròpolis d'Acarnània (en grec antic Μητρόπολις) era una ciutat de l'interior d'Acarnània al sud d'Estratos en la via cap a Conope, a Etòlia.
Va caure en mans de la Lliga Etòlia al segle iii aC però Filip V de Macedònia la va incendiar en la seva campanya contra els etolis l'any 219 aC. Se la menciona com una de les ciutats d'Acarnània en una inscripció trobada a Àccium, probablement anterior a l'època d'August.
Correspon a la moderna Lygovítzi.